# Specialty Records
Specialty Records («Спе́шелти ре́кордз») — американский лейбл звукозаписи, основанный в 1946 году в Голливуде Артом Рупом (первоначально лейбл назывался Juke Box). Лейбл выпускает записи афроамериканских исполнителей в жанрах ритм-энд-блюз, госпел и рок-н-ролл. Одним из самых известных музыкантов лейбла был Литл Ричард.
В 1991 году лейбл был приобретён Fantasy Records, которая, в свою очередь, в 2004 году была куплена Concord Records.

## Известные исполнители, записывавшиеся на лейбле
- Ларри Вильямс
- Сэм Кук
- Литл Ричард
- Ллойд Прайс
- Коллектив The Soul Stirrers
- Флойд Диксон
- Уильямс Лестер